# Cleopatra Stratan
Cleopatra Stratan (n. 6 octombrie 2002, Chișinău, Republica Moldova) este o cântăreață și actriță română, născută în Republica Moldova.
Este fiica cântărețului Pavel Stratan.
Pe cel de-al treilea album al lui Pavel Stratan, s-a auzit prima oară vocea Cleopatrei Stratan, pe melodia „Mama”.
A urcat pe scenă pentru prima oară în toamna anului 2005. 
„Ghiță” a fost prima ei piesă lansată pe 15 iulie 2006. Primul album, intitulat „La vârsta de 3 ani” a fost prezentat pe 20 august 2005, când a susținut și primul ei concert live, cântând 20 de piese timp de două ore.
Albumul a primit Discul de Platină și Discul de Diamant.
În anul 2008 și-a lansat propria păpușă. 
În același an scoate un nou album, „La vârsta de 5 ani”.
În anul 2009 este inclusă în topul copiilor minune, de site-ul oddee.com, unde ocupă locul 4.
A intrat în Cartea Recordurilor de șase ori. A atins următoarele recorduri: cel mai tânăr artist care a lansat un album de succes, cel mai tânăr interpret care a susținut un concert live timp de două ore în fața unui public numeros, cel mai tânăr interpret care a avut un hit no 1 la nivel național, cel mai tânăr interpret care a obținut trei premii MTV, cel mai tânăr cântăreț de succes, cel mai bine plătit artist care a primit 10.000 de euro pentru o singură piesă.
A revenit pe scena muzicală românească în 2017, după câțiva ani de pauză, printr-o colaborare alături de fratele ei, Cezar, la melodia „MAMI”.  
În anul 2018 lansează single-ul „Te las cu inima”.
Alături de Edward Sanda, a introdus în repertoriul său următoarele piese: „Pupă-mă”, „Eu m-am pierdut”, „La ușa mea”, „Dragoste, vă rog „Cel puțin o veșnicie”, „Vorba de tine”, „În dreapta mea” și „Vremea de iubit”, „M-ai îndrăgostit”.
În prezent, Cleopatra este căsătorită cu cântărețul Edward Sanda.

## Discografie

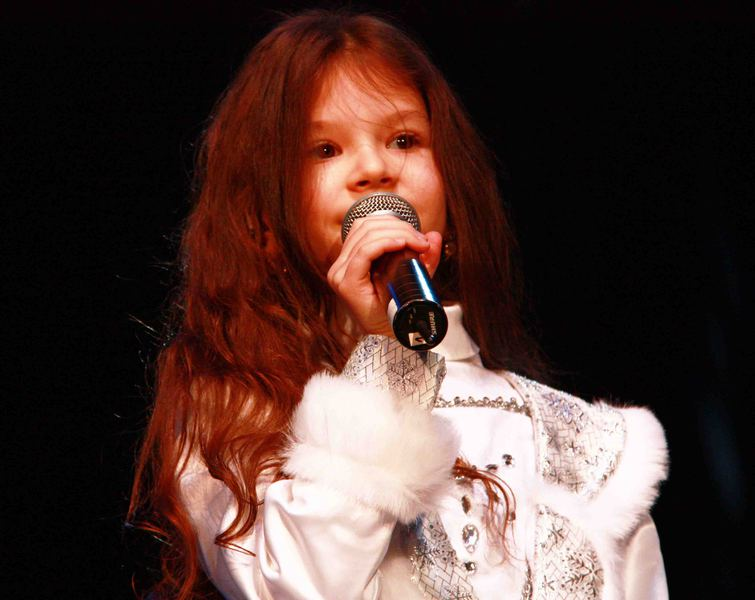
Cleopatra Stratan pe scenă în 2010

### La vârsta de 3 ani (2006)
| Melodie           | Durată  |
| Ghiță             | 3' 17'' |
| Cuțu              | 3' 07'' |
| Te-am întâlnit    | 2' 38'' |
| Șansa             | 2' 22'' |
| Noapte bună!      | 3' 54'' |
| Număr pân' la unu | 2' 45'' |
| Mama              | 3' 58'' |
| Surprize          | 3' 28'' |
| Zuzu-zuzu         | 2' 08'' |
| Oare cât?         | 2' 01'' |
| Pasărea pistruie  | 3' 44'' |

### La vârsta de 5 ani (2008)
| Melodie                   | Durată  |
| Zunea-Zunea               | 2' 59'' |
| Elefantul și furnica      | 3' 04'' |
| Lupul, iezii și vizorul   | 4' 17'' |
| Vino, te aștept           | 3' 00'' |
| Cățeluș cu părul creț     | 3' 28'' |
| Dăruiește                 | 3' 45'' |
| Gâște-gâște               | 2' 43'' |
| Melc-melc                 | 2' 42'' |
| Refrenul dulcilor povești | 3' 00'' |
| Va veni o zi-ntr-o zi     | 3' 27'' |

Colinde Magice (2009)

### Piese (2018-prezent)
| Melodie           | Durată  |
| ----------------- | ------- |
| „Te las cu inima” | 3' 17'' |
| „Pupă-mă”         | 3' 16'' |